# 薩米特 (印地安納州迪卡爾布縣)
薩米特（英語：Summit）是位於美國印地安納州迪卡爾布縣的一個非建制地區。該地的面積和人口皆未知。

## 地理
薩米特的座標為41°30′47″N 85°01′34″W / 41.51306°N 85.02611°W，而該地的平均海拔高度為305米（即1001英尺）。